# Nepal en los Juegos Olímpicos de Tokio 1964
Nepal estuvo representado en los Juegos Olímpicos de Tokio 1964 por seis deportistas masculinos que compitieron en dos deportes.
El portador de la bandera en la ceremonia de apertura fue el boxeador Ram Prasad Gurung. El equipo olímpico nepalí no obtuvo ninguna medalla en estos Juegos.